# Alberto Randegger (1832-1911)
Pour l’article homonyme, voir Alberto Randegger (1880-1918).
Pour les articles homonymes, voir Randegger.
Alberto Randegger, né le 13 avril 1832 à Trieste et mort le 18 décembre 1911 à Londres, est un chef d'orchestre et compositeur italien. Il est l'oncle d'Alberto Randegger.

## Biographie
Alberto Randegger étudie le piano et la composition en Italie. Il est nommé directeur musical de plusieurs théâtres italiens, avant de partir pour le Royaume-Uni en 1854. Là, il y travaille comme chef d'orchestre, professeur de chant et compositeur. Il est aussi organiste de la cathédrale Saint-Paul de 1854 à 1870. Il dirige notamment les orchestres des festivals de Wolverhampton à partir de 1868 et de Norwich de 1881 à 1905. Il dirige aussi l'orchestre de la Carl Rosa Opera Company de 1879 à 1885, de Drury Lane et du Royal Opera House de Covent Garden de 1895 à 1897. En parallèle, il est aussi professeur de chant au sein de la Royal Academy of Music à partir de 1868 ainsi qu'au Royal College of Music.
Il est l'auteur du manuel d'apprentissage du chant Singing.

## Œuvres

### Œuvres musicales
Alberto Randegger a composé de la musique sacrée et des mélodies. 

#### Opéras
- Bianca Capello (créé à Brescia en 1854)
- The Rival Beauties (créé à Leeds en 1864)

#### Cantate
- Fridolin (1873)